# Aybak (huyện)
Aybak là một huyện thuộc tỉnh Samangan, Afghanistan. Dân số thời điểm năm 1999 là 80,496 người.